# 奥山茂彦

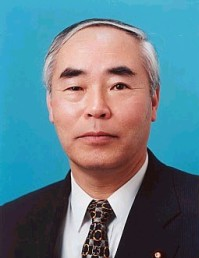
内閣府大臣政務官就任に際し公表された公式肖像写真

奥山 茂彦（おくやま しげひこ、1942年9月4日 - 2017年12月18日）は日本の政治家、衆議院議員を2期務めた。旭日重光章受章。

## 経歴
京都市伏見区出身。京都府立桃山高等学校及び東京農業大学を卒業、慶應義塾大学を中退した。前尾繁三郎に共鳴し政治を志し1974年の補選で伏見区選挙区から京都市議に当選した。1986年市会議長、1995年の第13回統一地方選挙で7期目となる連続当選を果たした。
1996年第41回衆議院議員総選挙では自民党公認の新人候補として京都3区から立候補し、日本共産党の現職寺前巌に敗北したが比例復活で初当選を果たした。当選後は京都府政界の実力者野中広務の所属する総裁派閥平成研究会に入会した。文部科学委員会の理事を務め2000年第42回衆議院議員総選挙では、小選挙区での当選を果たした。その後、厚生労働省や内閣府で大臣政務官を務め、選択的夫婦別姓制度導入に賛同し、例外的に夫婦の別姓を実現させる会の活動なども行った。
2003年の第43回衆議院議員総選挙で民主党新人の泉健太に敗れ、比例復活もならず落選。政界から引退した。
2017年12月18日、虚血性心疾患のため、京都府宇治市内の病院で死去。75歳没。